# Gabriella Silva
Gabriella Machado e Silva (Rio de Janeiro, 13 de dezembro de 1988) é uma nadadora brasileira.
Competia nas provas de 50 e 100 metros borboleta e revezamento 4x100 metros medley.

## Biografia
Gabriella Silva começou a nadar aos três anos, e aos seis, já competia.
Treinou no Flamengo e no Fluminense, e aos 16 anos transferiu-se para Belo Horizonte, para treinar no Minas Tênis Clube, onde ganhou seu primeiro campeonato brasileiro adulto e ingressou na seleção principal. Aos 17 anos, entrou na equipe do Esporte Clube Pinheiros e bateu o recorde sul-americano nos 100 metros nado borboleta.
Gabriella Silva foi medalha de bronze nos Jogos Pan-Americanos de 2007, no Rio de Janeiro, na prova dos 100 metros borboleta.
Nos Jogos Olímpicos de Verão de 2008 em Pequim, chegou em sétimo lugar na final olímpica dos 100 metros borboleta, com o tempo de 58s10. Também participou da prova do revezamento 4x100 metros medley, ficando em décimo lugar.
No Campeonato Mundial de Esportes Aquáticos de 2009 em Roma, Gabriella Silva terminou em quinto lugar nos 100 metros borboleta, obtendo a melhor colocação de uma mulher brasileira em mundiais. Também foi finalista do 4x100 metros medley, terminando em oitavo lugar e em 13º lugar nos 50 metros borboleta.
Gabriella ainda participou dos Jogos Pan-Americanos de 2011 em Guadalajara, nos 100 metros borboleta, onde terminou em décimo lugar, não indo à final.
Depois do mundial de 2009 em Roma, Gabriella passou por duas cirurgias no ombro, para corrigir uma "frouxidão na cápsula da articulação do ombro esquerdo" (doença congênita), e nunca mais conseguiu obter os bons resultados de antes. Assim, em janeiro de 2013, aos 24 anos e vencida pelas dores e lesões, ela anunciou sua aposentadoria das piscinas..

### Conquistas
- 2007 - Medalhista de bronze nos Jogos Pan-Americanos do Rio de Janeiro em 2007 nos 100 metros borboleta
- 2008 - Finalista nos Jogos Olímpicos de Pequim: sétima colocação dos 100 metros borboleta
- 2009 - Quinta colocada no Mundial de Roma nos 100 metros borboleta, até hoje, o melhor resultado da natação feminina em torneios de grande porte[10]

### Marcas importantes
Piscina olímpica (50 metros)
- Ex-recordista sul-americana dos 50 metros borboleta: 26s02, obtidos em 31 de julho de 2009
- Recordista sul-americana dos 100 metros borboleta: 56s94, obtidos em 27 de julho de 2009
- Recordista sul-americana no revezamento 4x100 metros medley: 3m58s49, obtidos em 1 de agosto de 2009 com Fabíola Molina, Carolina Mussi e Tatiana Lemos

Piscina semi-olímpica (25 metros)
- Ex-recordista sul-americana dos 100 metros borboleta: 58s75, obtidos em 15 de novembro de 2008
- Recordista sul-americana dos 50 metros borboleta: 25s93, obtidos em 12 de setembro de 2010